# 徐大統
徐大統（1909年—1982年），中華民國大陸時期上海著名企业家，曾任上海纸业同业公会理事长，有“造纸大王”之称。

## 生平
徐大統是浙江省宁波镇海县（今镇海区）庄市徐家堰头村人，父亲徐正介。早年投资造纸业获得成功，成为纸业巨头，与刘敏斋、詹沛霖垄断华东纸业。有女范徐丽泰，曾任香港立法会主席。有說20世纪40年代，当时的美国好莱坞女明星丽泰·海华丝（Rita Hayworth）风靡上海滩，徐大统即与家人商议，以“丽泰”为爱女起名。
1930年，在上海四川路南京路创有“伦社总会”。
1949年，携全家迁居香港，涉足银行业，与人合作创办银行，曾是大新银行的最大股东。常年居住在马己仙峡道，香港车牌号是HK1000。是宁波旅港同乡会成员，曾捐资支持中國大陸教育事业。

## 佚事
徐大統是青幫黑社會人物杜月笙的左右手，為杜月笙之手下。

## 纪念
- 圣士提反女子中学（St. Stephen's Girls' College）有徐大統纪念大楼（Hsu Ta Tung Memorial Building）[4]。
- 今浙江省宁波市镇海区庄市范徐丽泰祖居，为清朝光绪年间建造遗留至今之建筑[5]。